# Botafogo FR (Frauenfußball)
Die Frauenfußballabteilung des Sportvereins Botafogo FR besteht mit mehrjährigen Unterbrechungen seit 1999 und ist aktuell eines der Erstligateams in Brasilien.

## Geschichte
Im Jahr 1999 ist Botafogo erstmals mit einer Frauenmannschaft zur Staatsmeisterschaft von Rio de Janeiro angetreten. Trainiert von Ricardo Abrantes gewann das Team seine erste Staatsmeisterschaft nach einem 2:0-Finalsieg gegen den Duque de Caxias FC im Estádio Luso-Brasileiro auf der Ilha do Governador am 22. November 2014. Die Tore erzielten Larissa und Maycon. Im selben Jahr nahm der Club erstmals an der brasilianischen Meisterschaft der Frauen teil, worauf diese Vereinssektion ihren Spielbetrieb für mehrere Jahre unterbrach.
Seit 2019 ist Botafogos Frauenfußballabteilung im Wiederaufbau befindlich, um für den Verein die Kriterien zur zukünftigen Teilnahme an der Copa Libertadores der Herren erfüllen zu können, wofür der Unterhalt einer Frauenmannschaft seit jenem Jahr vom Kontinentalverband CONMEBOL vorausgesetzt wird. Als Vizemeister der zweiten Liga der Saison 2020 vollendete der Club den Aufstieg in die erste Liga Série A1 zur Spielzeit 2021. Am 20. März 2021 gewann das Team trainiert von Gláucio Carvalho seinen zweiten Staatsmeistertitel für den aufgrund der COVID-19-Pandemie verschobenen Meisterschaftswettbewerb der Saison 2020 nach einem 2:0-Finalsieg gegen den Fluminense FC im Estádio Olímpico Nilton Santos nach Toren von Karen Bender und Vivian.
Im Dezember 2023 wurde mit dem ehemaligen Frauen-Nationaltrainer Jorge Barcellos ein neuer Trainer verpflichtet.

## Erfolge
| Staatsmeisterschaft von Rio de Janeiro | (3×): | 2014, 2020, 2022 |
| Staatspokal von Rio de Janeiro         | (1×): | 2024             |

## Trainerhistorie
| Name             | Zeitraum  | Bemerkung                       |
| ---------------- | --------- | ------------------------------- |
| Gláucio Carvalho | 2019–2023 | Staatsmeisterschaft: 2020, 2022 |
| Jorge Barcellos  | 2023–     |                                 |